# 近端锋

近端锋在阵型中的站位。

近端锋（Tight end，TE）是美式足球中進攻组的一个位置。近端锋有时会是进攻内锋中站的最靠后的队员，而他们也常常有着与其他进攻内锋不同的角色。近端锋的作用时常会随着主教练理念的不同而发生变化，但他们的工作通常是：为持球的跑卫或是传球队员阻挡防守球员，接住来自传球队员的传球或是与其他进攻内锋一起为四分卫提供更强的保护。近端锋的站位通常是在进攻端锋的外侧。由此，有着近端锋的一侧也常常被称为“强侧”，另一侧则称为“弱侧”。

## 近端锋的作用

### 接球
有些进攻战术会利用近端锋可以接球的作用。近端锋通常会利用对方对外接手的防守空档来寻找机会。特别是当本方有着明星外接手时，防守方时常会有两名队员会去防守他，这时近端锋往往会没有防守队员盯防，教练就可以利用这个机会安排战术让四分卫传球给近端锋。

### 阻挡
在NFL，近端锋通常比外接手更强壮但脚步移动也要慢，但他们也常常能有效的进行阻挡。有些球队就只使用近端锋来阻挡。例如，圣地牙哥电光为此签下Brandon Manumaleuna。这个位置有时也可以使用一个进攻内线球员。他只需告知裁判他现在的号码是一个有权接球的号码，这也被称为“截锋有权”。

## 球衣号码
在美国的大学和高中，近端锋的号码被限制在1-49和80-99。在NFL，号码被限制为80-89，当这些号码不可得时则是41-49。